# みねぐも (護衛艦)
みねぐも（ローマ字：JDS Minegumo, DD-116、TV-3509）は、海上自衛隊の護衛艦。みねぐも型護衛艦の1番艦。艦名は「峰にかかる雲」に由来する。日本の艦艇としては旧海軍朝潮型駆逐艦8番艦「峯雲」に続き2代目。

## 艦歴
「みねぐも」は、第2次防衛力整備計画に基づく昭和40年度計画2,100トン型護衛艦2204号艦として、三井造船玉野造船所で1967年3月14日に起工され、1967年12月16日に進水、1968年8月31日に就役し、第1護衛隊群に直轄艦として編入され呉に配備された。以後、除籍されるまで一度も総監部を転籍することなく呉を母港とする。
1969年4月25日、第1護衛隊群隷下に第22護衛隊が新編され、同日付で就役した「なつぐも」とともに編入。なお、両艦は除籍されるまで30年間同一の隊を編成した。
1981年11月24日から1982年5月12日の間で特別改装工事を行い後甲板のダッシュ装置を撤去し、アスロック発射機を装備。
1982年3月27日、第22護衛艦隊が第2護衛隊群隷下に編成替え。
1986年3月19日、第22護衛隊が呉地方隊隷下に編成替え。
1995年6月11日午前8時30分頃、紀伊水道で試験航海中に機械室で火災が発生し、乗員1名が死亡、2名が負傷した。
同年8月1日、練習艦に種別変更され、艦籍番号がTV-3509に変更。練習艦隊第1練習隊に編入。
1999年3月18日、除籍。総航程は、674,753.1浬であった。